# American Gangster (película)
American Gangster  es una película estadounidense de 2007 de género neo-noir, dirigida por Ridley Scott y protagonizada por Denzel Washington y Russell Crowe, en los papeles respectivos de Frank Lucas, un importante traficante de heroína durante la guerra de Vietnam, y Richie Roberts, un detective que trata de derribar el imperio de Lucas.

## Argumento
Un disciplinado e inteligente gánster afroamericano, Ellsworth "Bumpy" Johnson (Clarence Williams III), maneja el crimen organizado en Harlem en connivencia con la Mafia. Tiene como hombre de confianza y chofer a un joven, Frank Lucas (Denzel Washington), al cual trata de traspasar su experiencia y su forma de manejar los negocios ilícitos en Harlem. Bumpy Johnson muere de un ataque cardíaco, y comienzan a aparecer otros criminales que quieren hacerse cargo de sus negocios. Frank los ve sólo como mediocres oportunistas y decide seguir los pasos de su amigo y mentor.
Entretanto, el detective Richie Roberts (Russell Crowe), del departamento de policía de Newark (Nueva Jersey), se debate entre problemas matrimoniales y laborales. Su esposa lo acusa de infidelidad, y desea el divorcio y la custodia del hijo de ambos. Sus colegas del departamento de policía toman distancia de él cuando recupera cerca de 1 millón de dólares de la mafia y lo devuelve a las autoridades. Además, Richie tiene ambiciones de convertirse en abogado y estudia por las noches. Su compañero, Javier Rivera (John Ortiz), termina muerto por una sobredosis y el ambiente en el departamento de policía se pone difícil para Richie, al ser aislado por sus propios colegas que le retiran su apoyo en peligrosas operaciones.
Ocurre el desmantelamiento de la llamada Conexión francesa, la principal organización de abastecimiento de heroína en los Estados Unidos, y llegan a los oídos de Frank los comentarios de los soldados que regresan de Vietnam, que comentan la pureza y bajo precio de la heroína allí. Frank decide viajar a Tailandia en busca de un fabricante de heroína que lo pueda abastecer.
Así comienza a aparecer en las calles un nuevo tipo de heroína llamada Blue Magic, de alta pureza y bajo precio. El superior de Richie, el capitán Lou Toback (Ted Levine), impresionado por su honestidad, y viendo los problemas con sus colegas, le asigna la creación de un grupo policial especial en el Condado de Essex (Nueva Jersey), donde el tráfico de drogas es mayor, y la misión de encontrar al proveedor de Blue Magic. 
Richie y su grupo comienzan a crear un organigrama de los proveedores y toman muchas fotografías. Así se van enterando de los lazos entre la mafia y los distribuidores. 
El viaje a Tailandia había sido exitoso para Frank. A través del reencuentro con un primo político que sirve en el Ejército de los Estados Unidos en Vietnam, encuentra un proveedor, y como medio de transporte consigue, por medio de la corrupción, el transporte de la heroína en aviones militares. Al poco tiempo organiza laboratorios en Harlem para cortar y empaquetar la heroína en dosis, las cuales llama Blue Magic.
El dinero comienza a ingresar en las cuentas de Frank y él comienza a invertirlo en bienes raíces y otros negocios de pantalla para la distribución. Decide traer a su madre y a sus cinco hermanos desde Carolina del Norte, y les asigna a sus hermanos un puesto de trabajo en su nueva organización. 
Frank ve cómo sus negocios comienzan a prosperar, y se esfuerza por mantener un perfil bajo. Acude los domingos a la iglesia con su familia, y realiza obras de caridad entre los necesitados de Harlem.
A través de la disciplina, el orden y una actitud implacable, el nuevo estatus de riqueza de Frank lo transporta desde Harlem a un nuevo mundo social, y es así como conoce a su futura esposa, Eva Kendo (Lymari Nadal). 
Sin embargo, a pesar de su deseo de independencia, Frank sabe que tiene que relacionarse con la Mafia, cuya cabeza es Dominic Cattano (Armand Assante), y también se presenta un policía corrupto de Nueva York, el detective Trupo (Josh Brolin), que lo enfrenta e intenta extorsionarlo. 
El combate de boxeo entre Joe Frazier y Muhammad Ali en el Madison Square Garden es la oportunidad en la cual se encuentran Frank, Richie y Dominic Cattano. Frank aparece junto a Eva, llevando un abrigo confeccionado de piel de chinchilla, llamando la atención del público, entre el cual se encuentra Richie, que le toma fotografías para su organigrama. Su perspicacia policial nota que un personaje desconocido para él, Frank, ocupaba mejores asientos que el jefe de la mafia, Dominic Cattano, y comienza a seguirlo.
Las primeras nubes negras asoman en el imperio de Frank. Empiezan a aparecer en las calles dosis de heroína de baja pureza, de igual apariencia que Blue Magic. Un criminal de menor nivel, Nicky Barnes (Cuba Gooding, Jr.), había comenzado a comprar dosis originales y las había rebajado. Frank se enfrenta con Barnes y finalmente acuerdan que Barnes venderá su droga bajo el nombre de Red Magic.
La esposa de Frank, Eva, es víctima de un atentado, cometido por desconocidos, del cual se salva ilesa, pero que a la larga lleva al matrimonio a su fin. El atentado posiblemente había sido organizado por Barnes.
La guerra de Vietnam llega a su fin, y con ello la red de transporte está en vías de desaparecer. Frank decide realizar el último transporte, esta vez ocultando la droga en los ataúdes de los últimos soldados muertos repatriados de Vietnam.
Uno de los parientes de Frank, Jimmy Zee, encargado de la recepción de drogas, comete un intento de asesinato contra su novia, testimoniado por Richie.
Richie sigue en sus investigaciones y empieza a unir hilos, que llegan hasta Frank Lucas. Arresta a Jimmy, le saca información y lo obliga a llevar un micrófono oculto para escuchar sus conversaciones telefónicas con Frank. De esta manera se entera del último transporte, y decide allanar el avión militar a su llegada, casi desmantelándolo, pero no encuentra la droga.
También se había puesto de acuerdo con el detective Trupo para allanar la casa de Frank. Trupo, que sentía un gran resentimiento hacia Frank, realiza la operación, encontrando solo un bolso con dinero, que se lo apropia. 
Richie está convencido de que la droga viene oculta en los ataúdes y los abre para revisarlos, pero es detenido por oficiales del gobierno, que no desean que trascienda ninguna implicación del ejército en el tráfico de drogas. 
Richie decide entonces vigilar el destino de los ataúdes, llegando finalmente uno de los parientes de Frank a recogerlos. Lo siguen y allanan el depósito al cual habían llegado finalmente, en el momento en que los criminales sacaban la heroína oculta en un doble fondo de los ataúdes. Se organiza una gran redada en Harlem, y la policía junto al grupo dirigido por Richie detienen a Frank a la salida de la iglesia.
Frank es arrestado y toma una actitud fatalista hacia su propio futuro. Richie le ofrece un trato de una sentencia reducida si entrega los nombres de sus compinches y los de los policías corruptos involucrados en el tráfico de heroína. Frank acepta y Richie cumple su palabra. 
Un gran número de policías corruptos son arrestados. El detective Trupo se suicida para evitar ser juzgado.
Los estudios de leyes de Richie habían terminado, y se encarga del proceso de Frank en los tribunales. Más tarde, Richie se convierte en el abogado defensor de Frank, y la condena de 70 años se reduce a 15 años gracias a su cooperación y testimonios con las autoridades.
Frank obtiene su libertad en 1991. Había estado en prisión desde 1975, y tiene que regresar a una sociedad desconocida para él.

## Reparto
- Denzel Washington como Frank Lucas.
- Russell Crowe como el detective Richie Roberts
- Ted Levine como el capitán Lou Toback
- Cuba Gooding Jr. como Nicky Barnes.
- Josh Brolin como el detective Reno Trupo
- Clarence Williams III como Ellsworth "Bumpy" Johnson.
- T. I. como Steve Lucas.
- Carla Gugino como Laurie Roberts.
- Common como Turner Lucas.
- Idris Elba como Tango.
- John Ortiz como el detective Javier Rivera
- Chiwetel Ejiofor como Huey Lucas.
- Norman Reedus como el detective Norman Reilly
- Lymari Nadal como Eva Kendo Lucas.
- Roger Guenveur Smith como Nate.
- John Hawkes como el detective Freddie Spearman
- RZA como el detective Moses Jones.
- Yul Vazquez como el detective Alfonso Abruzzo
- Malcolm Goodwin como Jimmy Zee.
- Ruby Dee como Mama Lucas.
- Ruben Santiago-Hudson como Doc.
- Armand Assante como Dominic Cattano.
- Jon Polito como Rossi.
- Ric Young como Khun Sa.

## Producción
La película fue rodada con cerca de cien millones de dólares de presupuesto. 
Junto a Ridley Scott trabajó el guionista Steven Zaillian (La lista de Schindler) y el productor Brian Grazer (A Beautiful Mind). 
En el reparto participaron Denzel Washington (Training Day) y Russell Crowe (Gladiator). Entre los secundarios también actuaron rostros conocidos como Josh Brolin (No Country for Old Men), Carla Gugino (Sin City), Chiwetel Ejiofor (Melinda y Melinda) y Ted Levine (Havenhurst). 
En 2000, Oliver Stone estuvo a punto de hacer suyo el proyecto, pero abandonó por diferencias con los productores. Más adelante, en 2004 estuvo a punto de ser dirigida por Antoine Fuqua, pero Universal se echó atrás un mes antes de iniciarse el rodaje, ante el imparable aumento del presupuesto.

## Banda sonora

### Lista de canciones
1. "Do You Feel Me" – 3:56
  - actuación por Anthony Hamilton
2. "Why Don't We Do It in the Road?" – 3:46
  - actuación por Lowell Fulson
3. "No Shoes" – 2:24
  - actuación por John Lee Hooker
4. "Across 110th Street" – 3:47
  - actuación por Bobby Womack
5. "Stone Cold" – 4:06
  - actuación por Anthony Hamilton
6. "Hold On I'm Comin'" – 2:31
  - actuación por Sam & Dave
7. "I'll Take You There" – 4:34
  - actuación por The Staple Singers
8. "Can't Truss It" – 4:39
  - actuación por Public Enemy
9. "Checkin' Up on My Baby" – 2:12
  - actuación por Hank Shocklee
10. "Club Jam" – 3:10
  - actuación por Hank Shocklee
11. "Railroad" – 2:20
  - actuación por Hank Shocklee
12. "Nicky Barnes" – 3:11
  - actuación por Hank Shocklee
13. "Hundred Percent Pure" – 2:13
  - actuación por Marc Streitenfeld
14. "Frank Lucas" – 2:40
  - actuación por Marc Streitenfeld

## Premios y nominaciones
Óscar
| Año  | Categoría                 | Persona                   | Resultado |
| ---- | ------------------------- | ------------------------- | --------- |
| 2007 | Mejor actriz de reparto   | Ruby Dee                  | Nominada  |
| 2007 | Mejor dirección artística | Arthur Max Beth A. Rubino | Nominados |

Globos de Oro
| Año  | Categoría              | Persona                | Resultado |
| ---- | ---------------------- | ---------------------- | --------- |
| 2008 | Mejor película - Drama | Mejor película - Drama | Candidata |
| 2008 | Mejor director         | Ridley Scott           | Candidato |
| 2008 | Mejor actor - Drama    | Denzel Washington      | Candidato |

Premios BAFTA
| Año  | Categoría            | Persona           | Resultado |
| ---- | -------------------- | ----------------- | --------- |
| 2007 | Mejor película       | Mejor película    | Candidata |
| 2007 | Mejor guion original | Steven Zaillian   | Candidato |
| 2007 | Mejor banda sonora   | Marc Streitenfeld | Candidato |
| 2007 | Mejor fotografía     | Harris Savides    | Candidato |
| 2007 | Mejor montaje        | Pietro Scalia     | Candidato |

Premios del Sindicato de Actores
| Año  | Categoría               | Persona       | Resultado |
| ---- | ----------------------- | ------------- | --------- |
| 2008 | Mejor reparto           | Mejor reparto | Nominados |
| 2008 | Mejor actriz de reparto | Ruby Dee      | Ganadora  |

52.ª edición de los Premios Sant Jordi
| Categoría                                         | Resultado |
| ------------------------------------------------- | --------- |
| Rosa de Sant Jordi a la mejor película extranjera | Ganadora  |

Otros premios
- Premio Satellite 2007: al mejor montaje (Pietro Scalia).
- Premios Empire 2008: al mejor thriller.
- Premio World Soundtrack Awards 2008: a la revelación del año (Marc Streitenfeld).